# Ulrich Finsterwalder

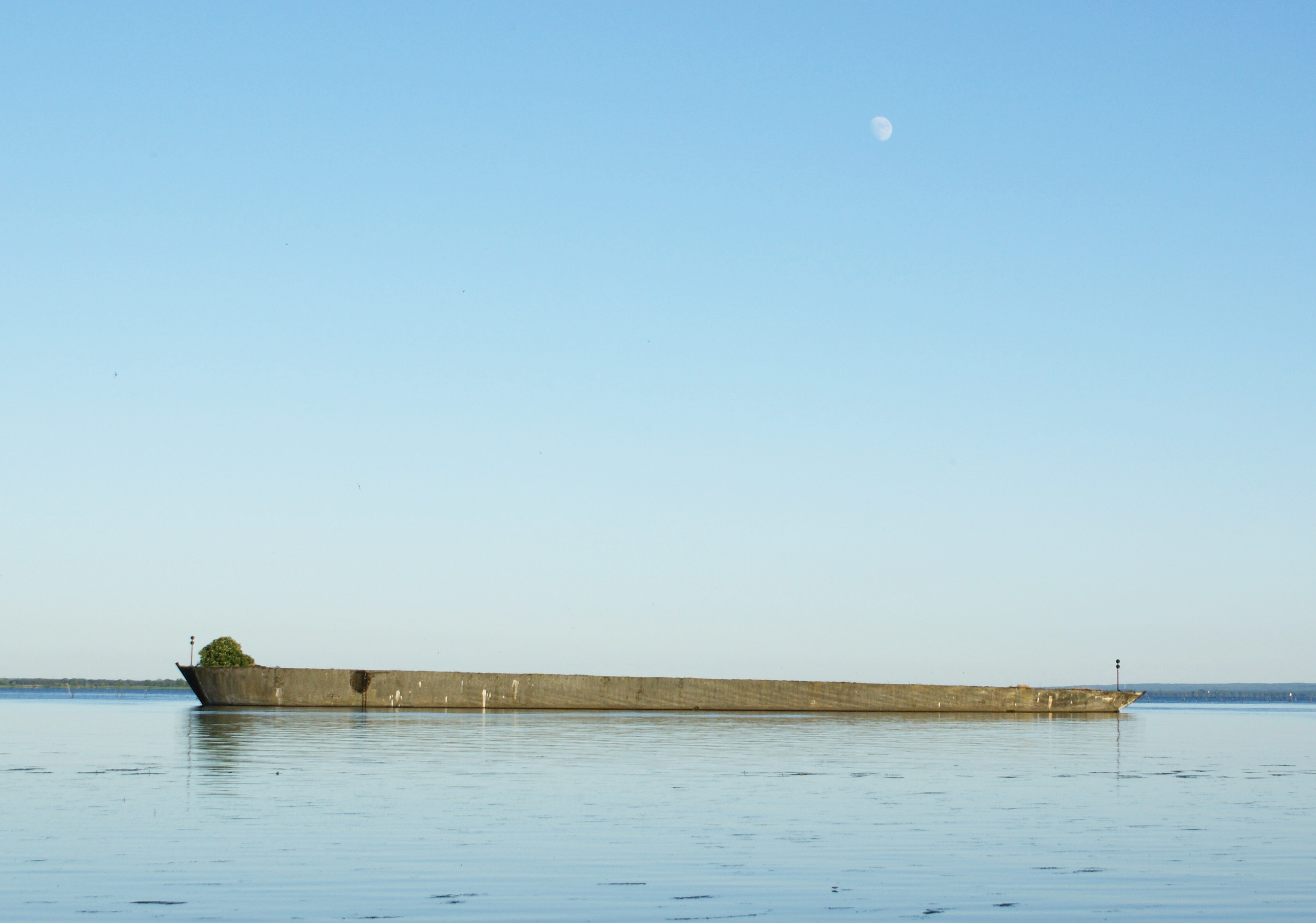
Kadłub statku w północnej części jeziora Dąbie

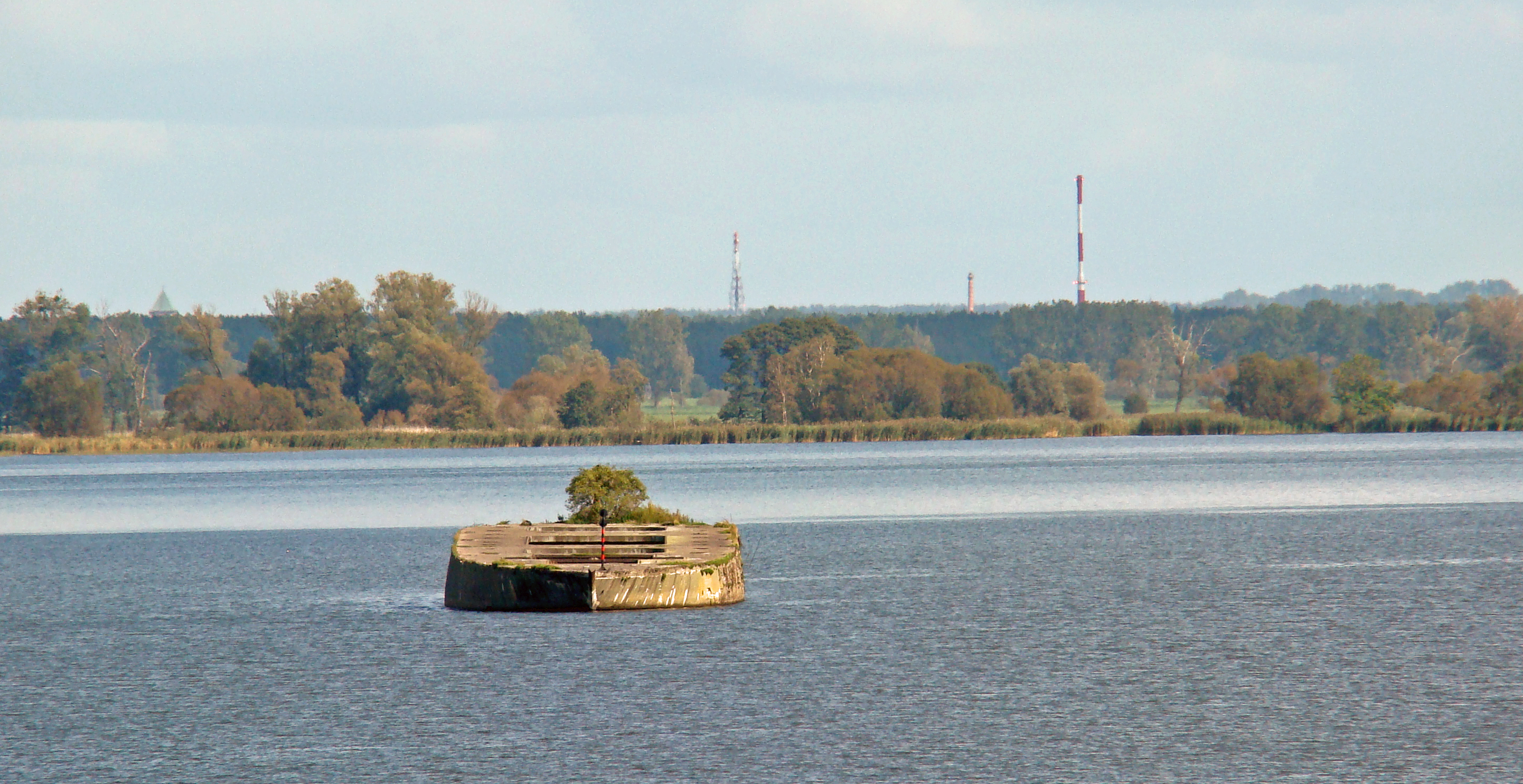
Wrak jednostki w północnej części jeziora Dąbie, widok w kierunku wschodnim

Ulrich Finsterwalder – jeden z dwóch bliźniaczych tankowców żelbetowych zbudowanych w Darłówku. Drugi nazywał się Karl Finsterwalder.

## Historia i rejsy
Pierwszy rejs oba statki odbyły w sierpniu 1944 roku. Należał do szczecińskiego armatora Lubberl & CO Reederei.
Statek miał 90 metrów długości, 15 metrów szerokości i 6,5 metrów zanurzenia oraz pojemność 2947 BRT i był przeznaczony do transportu benzyny syntetycznej z fabryki benzyny syntetycznej w Policach.
Został zbombardowany 20 marca 1945 roku przez radzieckie lotnictwo w porcie w Szczecinie.
Po zakończeniu wojny wrak został odholowany do Inoujścia i zatopiony. Na przełomie lat siedemdziesiątych i osiemdziesiątych XX wieku z inicjatywy koła płetwonurków przy stoczni A. Warskiego wrak został podniesiony i rozpoczęto jego transport do Dąbia, gdzie miał służyć jako basen kąpielowy. Jednak ze względów technicznych realizację pomysłu przerwano i statek ponownie został przetransportowany do Inoujścia, gdzie osiadł na mieliźnie i jest atrakcją turystyczną. Organizowane są na nim niekiedy koncerty, podczas których publiczność znajduje się na jednostkach pływających otaczających wrak.